# Midecamicina
La midecamicina è un antibiotico macrolide caratterizzato da uno spettro d'azione simile a quello dell'eritromicina, rispetto alla quale risulta meno attiva.

La molecola viene sintetizzata dallo Streptomyces mycarofaciens.

La midecamicina presenta resistenza crociata con gli altri antibiotici della famiglia dei macrolidi. Tale resistenza crociata con oleandomicina ed eritromicina sembra essere incompleta.

## Farmacocinetica
La midecamicina viene ben assorbita dopo la somministrazione orale. Dopo circa 2 ore si raggiungono i picchi di concentrazione plasmatica. La molecola si lega scarsamente alle proteine plasmatiche e dopo la somministrazione orale si distribuisce rapidamente nell'organismo.

In alcuni tessuti, in particolare a livello gengivale, intrapolpale, cutaneo e renale si raggiungono concentrazioni più elevate di quelle plasmatiche.

La midecamicina viene metabolizzata principalmente a livello epatico con formazione di due metaboliti attivi dalla lunga emivita.

L'eliminazione dell'antibiotico avviene sostanzialmente per via biliare e in misura minore con le urine e con la saliva.

## Usi clinici
La midecamicina è impiegata nel trattamento delle infezioni (granulomi, cistiti, periodontiti, acne vulgaris, osteiti alveolari ed altre) sostenute da microorganismi sensibili.

Viene utilizzata in particolare in campo otorinolaringoiatrico, nelle infezioni delle alte e basse vie respiratorie, anche in età pediatrica.

## Tossicologia
Dopo somministrazione orale il valore della dose letale nel topo maschio è di 7200 mg/kg.

## Controindicazioni
La midecamicina è controindicata in caso di ipersensibilità accertata verso la molecola. Un'ulteriore controindicazione è rappresentata dall'insufficienza epatica. Se ne sconsiglia l'uso in gravidanza e durante l'allattamento materno (l'antibiotico passa nel latte materno).

## Effetti collaterali e indesiderati
La midecamicina, come altri macrolidi, può causare disturbi gastrointestinali e in particolare (nausea, vomito, anoressia e diarrea). Occasionalmente possono verificarsi eruzioni cutanee e reazioni allergiche.

In alcuni pazienti sono state osservate alterazioni degli enzimi epatici.

## Dosi terapeutiche
La midecamicina viene somministrata per via orale al dosaggio di 400 mg, 2-4 volte al giorno.